# Salzburg (deelstaat)
Salzburg (Beiers: Soizburg of Lånd Soizburg) is een deelstaat (Bundesland) van Oostenrijk.
De hoofdstad is de gelijknamige stad Salzburg, die tevens de grootste stad van de deelstaat is met 157.659 inwoners (2025). De deelstaat wordt ter onderscheiding van de stad ook Salzburgerland (Duits: Salzburger Land) genoemd.

## Geografie
De deelstaat heeft een oppervlakte van 7.156 km² en heeft 572.846 inwoners (2025). Daarmee heeft het een bevolkingsdichtheid van 80 inwoners per km². Qua grootte is het de zesde deelstaat van de Alpenrepubliek. 
Het Salzburgerland grenst aan Duitsland in het westen, in het zuiden aan Italië en de deelstaten Tirol en Karinthië. In het oosten grenst het aan de deelstaten Opper-Oostenrijk (noordoost) en Stiermarken.
Het hoogste punt van de deelstaat is de Großvenediger. De top van de berg ligt 3.657 meter boven de zeespiegel. Het is daarmee de vierde hoogste berg van Oostenrijk.

### Demografische evolutie 1985-2025
Bron: https://statcube.at/statistik.at/ext/statcube/jsf/tableView/tableView.xhtml

## Onderverdeling
Salzburg is onderverdeeld in 1 zelfstandige stad (Statutarstadt) en 5 districten (Bezirke).

### Zelfstandige steden
- Salzburg

### Districten
- Salzburg-Umgebung (Flachgau)
- Hallein (Tennengau)
- St. Johann im Pongau (Pongau)
- Zell am See (Pinzgau)
- Tamsweg (Lungau)

## Cultuur

### Tradities

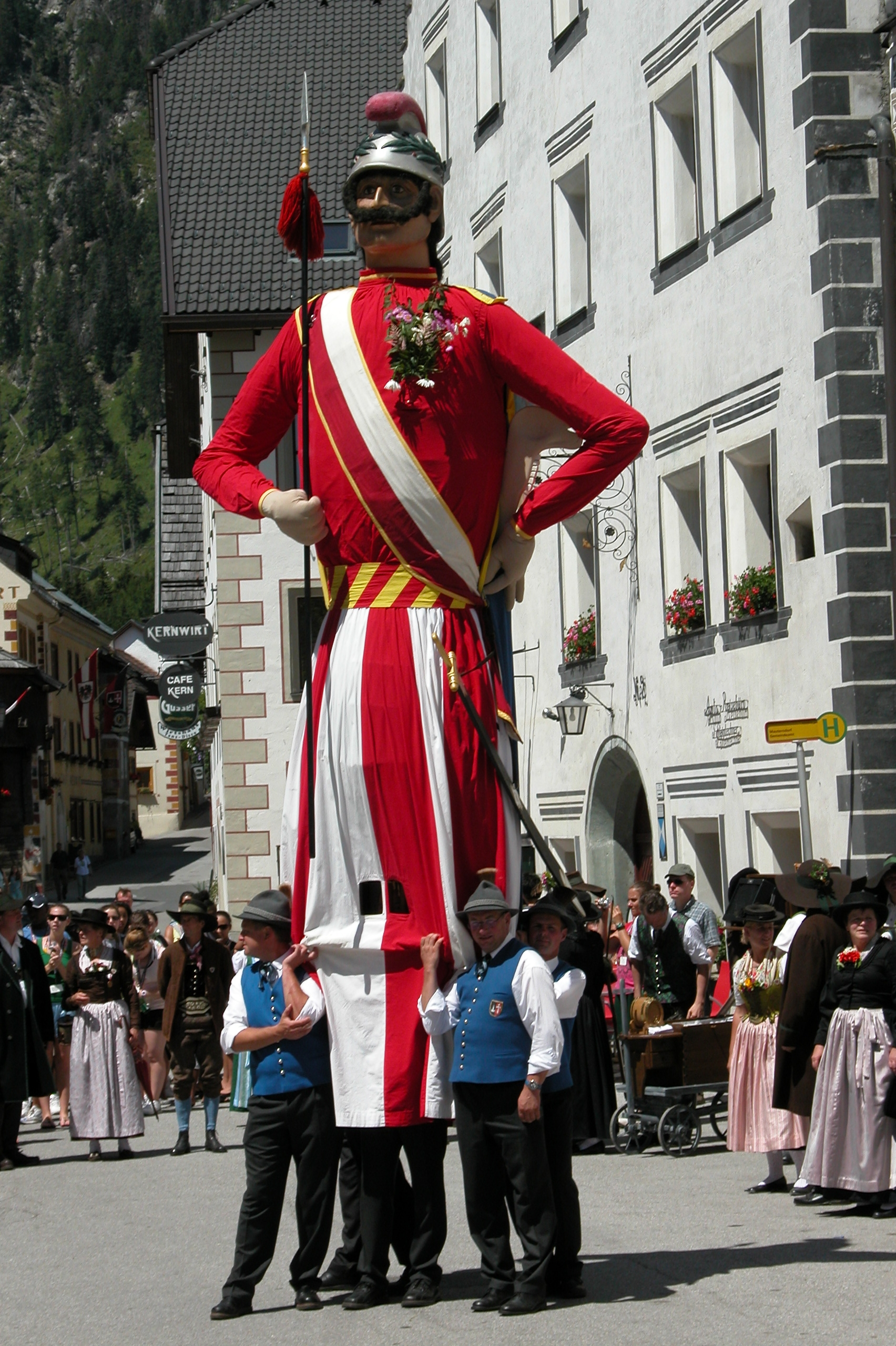
Samsonommegang in Mauterndorf

Salzburg herbergt veel verschillende gebruiken, waarvan sommige slechts (nog) in een enkele plaats gebruikt worden. Binnen de gehele deelstaat komt voorafgaand aan Kerstmis de Nikolaus met de Krampus.  Een ontwikkeling in grotere steden of marktgemeenten zijn de georganiseerde Krampuslopen, waarbij de Krampusfiguren zich eerder richten naar fantasiekostuums uit de filmindustrie. Een van de weinige gebieden waar Krampusfiguren jaarlijks nog onder het motto "getreu dem Guten, alten Brauch" ("trouw aan het goede oude gebruik") op 5 en 6 december van huis tot huis trekken, is het Gasteinertal.
Jaarlijks komen in de Raunächten na Kerstmis Glöckler en Perchten, die tot doel hebben de boze geesten van de winter te verjagen (Winteraustreiben) en zo plaats te maken voor het nieuwe jaar. Bekend is onder meer de Pongauer Perchtenlauf.
Levendige zomergebruiken, in het bijzonder in Lungau, zijn de Prangstangen en de Samsonommegangen.
In de stad Salzburg is de vijf dagen durende Rupertikirtag een van de bekendste volksfeesten in Oostenrijk. Dit evenement wordt jaarlijks door meer dan 100.000 personen bezocht.

### Cultuurverenigingen en culturele evenementen
Het Dachverband Salzburger Kulturstätten fungeert binnen de deelstaat als de overkoepelende vereniging en vertegenwoordiger van gemeenschappelijke culturele belangen. Officiële raadgevende commissies uit naam van de deelstaat zijn de Salzburgse Landes-Kulturbeirat (deelstaat-cultuuradviescommissie) en de  Salzburgse Kulturdienst (cultuurdienst).
Grote culturele evenementen vinden voornamelijk plaats in de stad Salzburg. Tot de belangrijkste cultuurevenementen in de deelstaat behoren – naast traditionele evenementen van lokaal belang – de Rauriser Literaturtage (Raurische literatuurdagen, sinds 1971), het Internationale Jazzfestival Saalfelden (sinds 1979) en de Paul-Hofhaimer-dagen die in Radstadt plaatsvinden (oude en nieuwe muziek, sinds 1987).

### Cultuurbevordering
De staat Salzburg heeft verschillende culturele initiatieven genomen om de hedendaagse kunst te ondersteunen. Op het gebied van de literatuur zijn deze de Raurische literatuurprijs, de Georg-Trakl-prijs voor lyriek en de Jahresstipendien für Literatur (Jaarstudiebeurzen voor literatuur). Op het gebied van muziek, film en beeldende kunst zijn er de Großen Kunstpreis für Musik (Grote kunstprijs voor muziek), de Muziekprijs Salzburg en verschillende prijzen voor architectuur, keramiek, schilderkunst en grafiek.

## Politiek
Salzburg heeft een eigen parlement (de Landdag van Salzburg, die 36 leden telt) en een deelstaatregering met aan het hoofd een gouverneur (Landeshauptmann genoemd).
Verkiezingen worden om de vijf jaar gehouden. Sinds 1945 is de christendemocratische ÖVP vrijwel altijd de grootste partij in de Landdag van Salzburg geweest, uitgezonderd de periode 2004–2013. Bij de recentste verkiezingen op 23 april 2023 behaalde de ÖVP met 30,4% van de stemmen opnieuw de meeste zetels. Grote winnaars waren de rechtse FPÖ en de communistische KPÖ, die na een afwezigheid van 74 jaar terugkeerde in de Landdag. De ÖVP en de FPÖ vormden samen een coalitieregering. De volgende verkiezingen staan gepland in 2028.